# Olavshallen
Olavshallen (« la halle d'Olaf »), ou dans sa forme complète d'entité juridique Olavshallen AS, est une grande salle de concerts, spectacles et manifestations conférencières ou artistiques norvégienne. Elle appartient intégralement à la commune de Trondheim.

## Histoire
Olavshallen est construite en 1989. Salle de concerts, elle doit son nom à une tradition historique liée à Saint Olaf (Olavstradisjon), saint-patron de la Norvège et particulièrement perpétuée à Trondheim. La première pierre est posée par le roi Olav V le 22 juillet 1988. Haut-lieu culturel, la halle ouvre ses portes avec, en guise de pré-inauguration, le concert du pianiste jazz Oscar Peterson le 17 septembre 1989. L'ouverture officielle des lieux se tient le 21 septembre.
Olavshallen accueille chaque année des artistes de différents genres tels que le classique, le lyrique, la danse, le ballet, la pop, le rock, le show, le country, le jazz, le world, le chœur, le corps, les représentations pour enfants et familiales, le théâtre, les comédies musicales et les spectacles humoristiques de type stand-up. Le grand orchestre symphonique de Trondheim y tient sa résidence permanente et utilise de grandes salles pour ses répétitions et concertos.

## Organisation
Olavshallen propose officiellement environ 320 concerts par an pour un public annuel estimé à 160 000 spectateurs.

### Artistes
Olavshallen accueille de grands noms d'artistes internationaux comme, par exemple, Anne-Sophie Mutter, Gidon Kremer, Kiri Te Kanawa, Bryn Terfel, John Cleese, Oscar Peterson, Elaine Paige, Bobby McFerrin, Diana Krall, Chick Corea, Jan Garbarek, Jethro Tull, BB King, Emmylou Harris, Gary Moore, Vamp et bien d'autres.

### Événementiel
Olavshallen est également le théâtre de grands événements tels que le championnat du corps norvégien des janissaires (Norgesmesterskapet for janitsjarkorps), la mostra culturelle de la jeunesse (Ungdommens Kulturmønstring), la Cérémonie des confirmations humanistes (Humanistisk seremoni) et les jours de célébration de la Saint-Olaf (Olavsfestdagene),.

## Caractéristiques techniques
Olavshallen se compose de deux salles : la Grande Halle avec une capacité de 1212 places assises contre 350 pour la Petite Halle.

### La Grande Halle
Les principales caractéristiques techniques de la Grande Halle sont une scène de 20 x 20 mètres, 26 pièces à contrepoids manuels, 4 éclairages motorisés, 2 pièces. des traits motorisés ainsi que des scènes pour orchestres qui rendent la salle particulièrement adaptée aux productions acoustiques. Il est à chaque fois amélioré de la lumière et de l'équipement audio avec des mixes numériques de la marque Midas XL8. Il est équipés en câblage de fibre optique  en collaboration avec la société Midgard Medialab, ce qui permet des transferts de grands volumes de son/image. Le lieu se prête particulièrement à l'organisation de grands colloques et diverses conférences.

### La Petite Halle
La Petite Halle dispose d'une scène de 15 x 6 mètres, de type black box. Son usage est flexible. La scène est dfivisible en quatre éléments. Le tribune télescopique est facilement escamotable et peut être équipée de planches et de scènes en dur.. Il y a aussi la possibilité de la transformer en cafés avec table, chaises et bar ou bien de la configurer en lieu d'apprentissage, de type salle de classe.

## Autres informations
En 2008, avec leur spectacle de Noël, les jeunes chanteuses réunies en duo, Malin Reitan et Celine Helgemo remplissent  la Grande Halle d'Olavshallen en se produisant à guichets fermés par cinq reprises, Aucun autre artiste, ni norvégien ni étranger, n'a réussi ce cas de figure avant ou depuis ces quintuples représentations. Elles réitèrent l'exploit en 2009 et 2010, en rencontrant un succès similaire, avec trois spectacles donnés à guichets fermés.